# Dolichopus luteitarsis
Dolichopus luteitarsis är en tvåvingeart som beskrevs av Octave Parent 1932. Dolichopus luteitarsis ingår i släktet Dolichopus och familjen styltflugor. Inga underarter finns listade i Catalogue of Life.